# Yudu
Yudu (en chino, 于都 desde 1986; antiguamente escrito 雩都; pinyin, Yúdū) es una localidad y distrito en la provincia de Jiangxi en la República Popular China. Tiene una extensión de 2893 km² y su población es de 902.000 habitantes (2003).
La localidad toma su nombre del río Yudu, que pasa por el distrito, y es famosa por haber sido el lugar en el que, el 16 de octubre de 1934, el Ejército Rojo inició la Larga Marcha, el viaje hacia el norte de China de las fuerzas del Partido Comunista de China, que tendría como consecuencia el ascenso al poder en el Partido Comunista de Mao Zedong.